# Transgression marine Dunkerque III

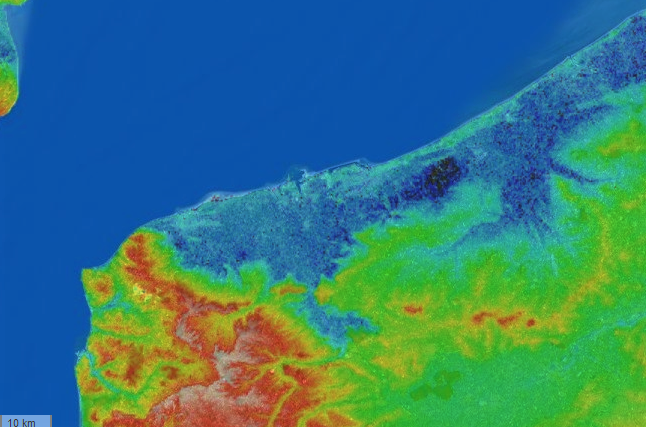
Carte topographique actuelle du Nord de la France montrant les altitudes en fausses couleurs et révélant, en bleu, les golfes de l'Aa et de l'Yser. En cas de transgression marine, le trait de côte a pu être ramené aux zones en vert.

La transgression marine Dunkerque III est une transgression de la mer du Nord datée des environs de l'an mil, faisant suite à la régression carolingienne. Il est possible que l'activité humaine soit responsable de ce phénomène, notamment en raison des travaux de drainage des marais.

## Conséquences
La mer revient dans l'estuaire de l'Yser.